# Queen Creek
Queen Creek – miasto w Stanach Zjednoczonych, w stanie Arizona, w hrabstwie Pinal. Według spisu w 2020 roku liczy 59,5 tys. mieszkańców. Jest jednym z najszybciej rozwijających się miast Stanów Zjednoczonych. W latach 2010–2020 populacja miasta wzrosła o 125%. Należy do obszaru metropolitalnego Phoenix. 